# Avenue des Aviateurs

L’avenue des Aviateurs est une rue de l'est de Gombe à Kinshasa en République démocratique du Congo. 

## Situation et accès
L’avenue s’étend de l’avenue Wagenia à la place de la Gare (au coin du boulevard du 30 juin). 

## Origine du nom
Son nom rend hommage aux pionniers de l'aviation, une pratique courante dans de nombreuses villes francophones pour souligner l'importance historique de l'aviation dans le développement des communications et du transport.

## Bâtiments remarquables et lieux de mémoire
L’avenue est connue pour les ambassades qui y résident : l’ambassade des États-Unis, du Portugal et de la Chine ; ainsi que le quartier général de la Monusco.